# Municipio de Aquixtla
El municipio de Aquixtla (AFI: [a'kiʃt͡ɬa]) (del nahuatl: atl, quiza, tlan ‘agua, salir, lugar’‘Lugar donde sale el agua’) es uno de los 217 municipios del estado mexicano de Puebla. Se localiza en el norte de la entidad y forma parte de la región de Chignahuapan.

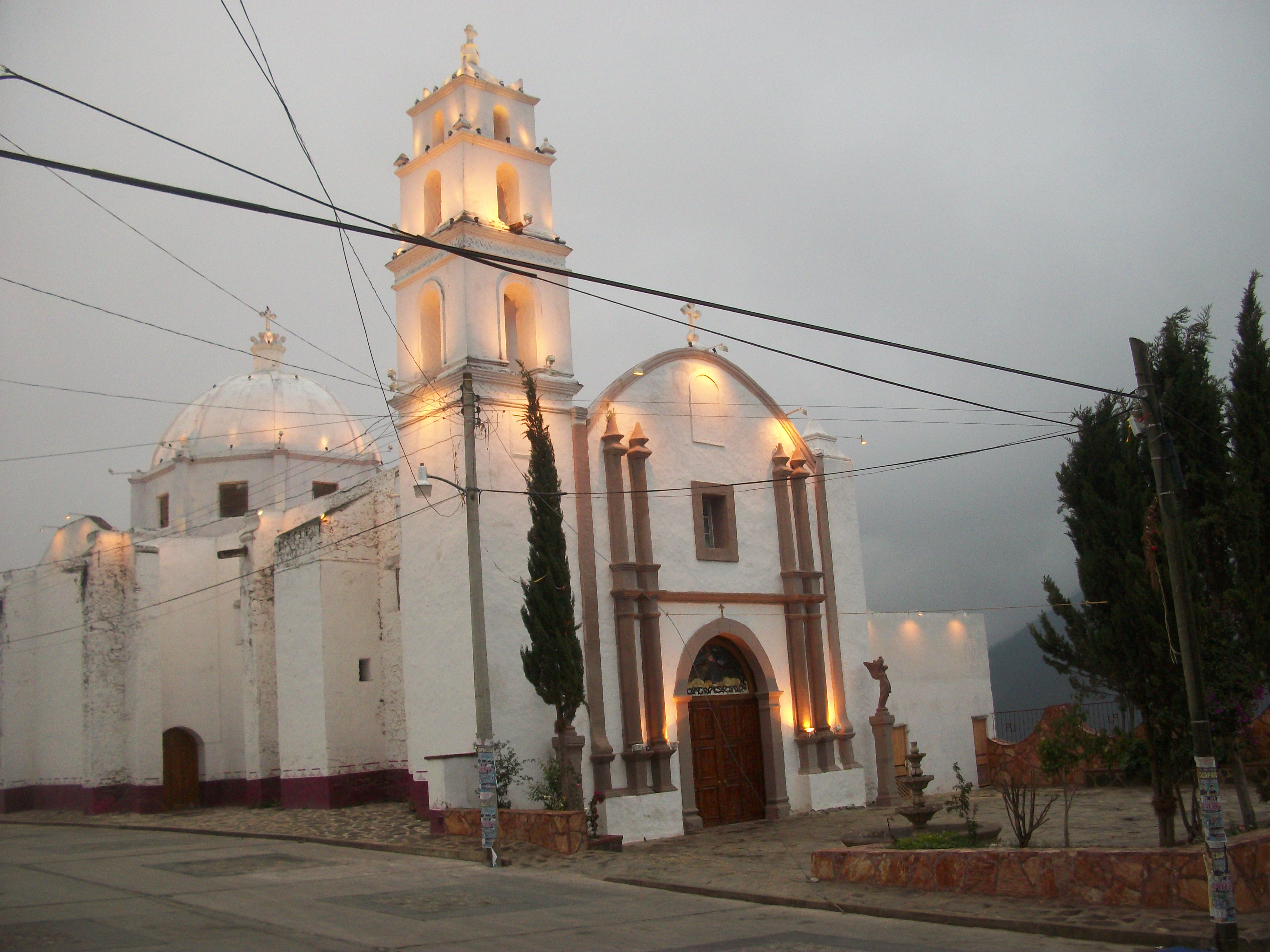
La capillita de nuestro Padre Jesús en Aquixtla, Puebla

## Historia
Asentamiento de grupos totonacas y nahuas, sometidos a la triple alianza. Después de la conquista fue encomienda. En 1750 estuvo bajo la jurisdicción eclesiástica de Zacatlán. En 1765 Chignahuapan se separó de Zacatlán y uno de sus pueblos sujetos fue Aquixtla. Fue fundado en el año 1788, los primeros colonizadores fueron de origen francés y español. Posteriormente fue parte del antiguo Distrito de Alatriste, hoy Chignahuapan. En 1837 es reconocido como un municipio del Estado de Puebla. En 1895 Aquixtla se convierte en municipio libre.

## Santuario de Nuestro Padre Jesús de Aquixtla
El Santuario de Nuestro Padre Jesús de Aquixtla está formado por tres lugares sagrados: la capilla fundada en 1878, de estilo Español-Bizantino, erigida en exclusiva en honor de la imagen de "Nuestro Padre Jesús". Actualmente el atrio está rodeado por una barda con aparejo a soga de adobe con arcos continuos, en el cual el acceso es por dos puertas, en el hay una fuente en la parte central y el piso es de lajas. La fachada cuenta con dos torres simples a adosadas a tres niveles; la primera o torre principal tiene dos campanas y una leyenda que dice "Día 2 de enero de 1938", fecha en la que fue remodelada. La puerta tiene forma de arco de medio punto y jamba de cantera.
Hay dos columnas a cada lado seguidas de una cornisa que sostiene a otras dos columnas con basa toscana y fuste liso; en la parte superior de la puerta hay ventanas rectangulares seguidas por un arco que sostiene unas cruces. Dentro de la capilla está un coro que se encuentra en la parte de atrás de la capilla y al término de este, comienza el adorno que es igual en ambos lados: columnas adosadas a la pared y una amplia basa, fuste liso, capitel que sostiene a los arcos de medio cañón mismos que dan paso a la cúpula octagonal con una ventana en cada lado.
El púlpito se localiza en el lado izquierdo. Tras el altar se encuentra la imagen del Padre Jesús, sobre una especie de pirámide, rodeado de cuatro columnas áticas revestidas de oro, con un techo en forma de arco trilobulado.
El segundo espacio es la parroquia, que fue fundada en el siglo XVIII. Tiene estilo Neoclásico. Fue erigida para la custodia de la imagen de Nuestro Padre Jesús aunque esta finalmente se mantuvo en su antigua capilla. Solamente el día 2 de enero con motivo de su fiesta la imagen es trasladada a la parroquia. Actualmente cuenta con un atrio de piso de laja rodeado de una barda de aparejo o soga con arcos continuos de medio punto; en la fachada cuenta con dos torres a tres niveles, una adosada a la fachada y la otra al portal de peregrinos; en la primera o torre principal se encuentra uno de los relojes fabricados en Zacatlán, donado por la fábrica "El Centenario" e inaugurado en 1924, y tres campanas.
La puerta hace uso de un arco de medio punto, jamba y umbral de cantera al igual que las dovelas; en la fachada se encuentran nichos, columnas con base, capitel y fuste de distinto adorno, una ventana con arco trilobulado y un vierteaguas de cantera enmarcada por dos pequeñas columnas estriadas; sobre ella está una cornisa que sostiene cuatro ollas típicas de la región limitando su espacio un arco adintelado el cual sostiene una cruz.
La iglesia cuenta con pronao y una sola nave que dirige al altar; no hay retablo bien definido puesto que la "estatua de Dios" se encuentra sobre una pirámide y rodeada por cuatro columnas áticas y con techo sobre la base de la forma que proporciona un arco rebajado. Sobre la base de la "estatua de Dios", al lado derecho se encuentra la sacristía que da paso a la casa conventual; más adelante hay pilastras sencillas que dividen a los altares con distintas estatuas de Jesús, vírgenes y otros santos; estos son enmarcados por dos columnas áticas, arriba arcos acortados o apuntalados y en medio de estos hay una concha; al terminar los altares hay un arco que sostiene al coro.
El tercer lugar es el "Calvario de Padre Jesús", que cuenta con 854 escalones y culmina en la imagen del Cristo Rey.

## Geografía

### Ubicación
El municipio de Aquixtla se localiza en el norte del estado, cerca del límite entre Puebla y Tlaxcala. Tiene una superficie de 190,09 kilómetros cuadrados. Limita al norte con el municipio de Zacatlán; al oriente, con Tetela de Ocampo; al sur, con el  municipio de Ixtacamaxtitlán; y al poniente, con el municipio de Chignahuapan. El territorio se encuentra completamente sobre las estribaciones de la Sierra Norte de Puebla, que constituye el extremo meridional de la Sierra Madre Oriental. La Sierra Norte de Puebla se caracteriza por su escarpado relieve, donde las altas montañas se suceden en cadenas separadas por pequeñas mesetas. El municipio de Aquixtla es surcado por cinco cadenas montañosas que forman parte del sistema de la Sierra Norte, estas altas montañas alcanzan alturas superiores a los 2900 m s. n. m., de modo que, desde el punto más bajo del municipio en Pachuquilla (1940 m s. n. m.) hasta la máxima elevación en los cerros El Mirador, Viejo y El Muerto, las montañas se levantan alrededor de mil metros sobre el nivel de Pachuquilla.
El municipio forma parte de la cuenca del río Tecolutla, de gran caudal que desemboca en la costa del Golfo de México en el estado de Veracruz. Específicamente, Aquixtla se encuentra ubicada en la subcuenca del río Zempoala, que tributa sus aguas en el río Ajajalpa, uno de los principales afluentes del curso alto del Tecolutla. Entre los ríos que nacen en el territorio aquixteco se encuentran el Cuautolonico, el Texocoapan y el Xaltatempa.
|                     | Norte: Zacatlán      |                        |
| Oeste: Chignahuapan |                      | Este: Tetela de Ocampo |
|                     | Sur: Ixtacamaxtitlán |                        |

### Clima
La posición geográfica del municipio condiciona el clima de la zona. Aquixtla goza de un clima templado subhúmedo con lluvias en verano. Las temperaturas oscilan entre los 3 y 18 °C, con una media anual de 12 °C. En el invierno, las partes altas de las montañas suelen recibir nevadas, especialmente cuando hay presencia de humedad en el aire y sopla el viento norte. La orografía del territorio ha impedido el avance de la agricultura, por lo que en las laderas más escarpadas de las montañas se conserva la vegetación original, consistente en bosques de pino y encino, que hospedan otras especies arbóreas como el ocote, Tepozán y el tascate. En algunas zonas existen pastizales inducidos para la cría de ganado, aunque esta no es una actividad de primera importancia en la economía aquixteca. Predominan los suelos volcánicos como el litosol, cuyas características no lo hacen apto para el desarrollo de la agricultura intensiva.
| Parámetros climáticos promedio de                                                                        | Parámetros climáticos promedio de | Parámetros climáticos promedio de | Parámetros climáticos promedio de | Parámetros climáticos promedio de | Parámetros climáticos promedio de | Parámetros climáticos promedio de | Parámetros climáticos promedio de | Parámetros climáticos promedio de | Parámetros climáticos promedio de | Parámetros climáticos promedio de | Parámetros climáticos promedio de | Parámetros climáticos promedio de | Parámetros climáticos promedio de |
| Mes | Ene.                              | Feb.                              | Mar.                              | Abr.                              | May.                              | Jun.                              | Jul.                              | Ago.                              | Sep.                              | Oct.                              | Nov.                              | Dic.                              | Anual                             |
| --- | --------------------------------- | --------------------------------- | --------------------------------- | --------------------------------- | --------------------------------- | --------------------------------- | --------------------------------- | --------------------------------- | --------------------------------- | --------------------------------- | --------------------------------- | --------------------------------- | --------------------------------- |
| Temp. máx. abs. (°C)                                                                                     | 23.2                              | 23.7                              | 29.0                              | 27.7                              | 27.5                              | 23.6                              | 22.9                              | 23.1                              | 23.8                              | 22.0                              | 21.7                              | 21.5                              | 29.0                              |
| Temp. máx. media (°C)                                                                                    | 18.9                              | 19.9                              | 22.7                              | 23.4                              | 24.0                              | 22.0                              | 20.9                              | 21.1                              | 20.5                              | 19.6                              | 19.4                              | 18.7                              | 20.9                              |
| Temp. media (°C)                                                                                         | 13.0                              | 13.7                              | 16.3                              | 17.5                              | 18.3                              | 17.3                              | 16.3                              | 16.4                              | 16.2                              | 15.0                              | 14.2                              | 13.2                              | 15.6                              |
| Temp. mín. media (°C)                                                                                    | 7.0                               | 7.6                               | 10.0                              | 11.5                              | 12.6                              | 12.6                              | 11.7                              | 11.6                              | 11.9                              | 10.4                              | 9.0                               | 7.7                               | 10.3                              |
| Temp. mín. abs. (°C)                                                                                     | 4.2                               | 6.0                               | 7.0                               | 8.9                               | 10.8                              | 11.3                              | 10.5                              | 10.5                              | 10.3                              | 6.4                               | 7.0                               | 6.2                               | 4.2                               |
| Precipitación total (mm)                                                                                 | 10.1                              | 11.4                              | 18.3                              | 30.3                              | 52.1                              | 119.7                             | 103.1                             | 95.0                              | 145.5                             | 83.6                              | 37.9                              | 11.4                              | 718.4                             |
| Fuente: http://smn.cna.gob.mx/climatologia/normales/estacion/pue/NORMAL21008.TXT 21 de noviembre de 2011 |                                   |                                   |                                   |                                   |                                   |                                   |                                   |                                   |                                   |                                   |                                   |                                   |                                   |

## Demografía
Aquixtla es uno de los municipios más despoblados de la Sierra Norte de Puebla. Con sus 190 km² de superficie y menos de 8 mil habitantes, la densidad de población en este municipio fue de 39 hab/km² en 2005, muy inferior a la población relativa de México, que en ese mismo año fue de 52,3 hab/km². Si se tiene en cuenta que en 1995 la población de este municipio superaba los 7 mil 400 habitantes y que diez años después la población era de solo 7 mil 386, debe entenderse que el crecimiento de la población en este municipio es negativo. La población se encuentra sumamente dispersa en el municipio. Ninguna localidad posee una población superior a los mil habitantes y la cabecera municipal, el pueblo de Aquixtla, tiene menos habitantes que El Terrero, que albergaba en 2005 a 920 personas. El índice de marginación del municipio es uno de los más altos en el estado de Puebla. De los habitantes de este municipio, en 1995 solo 251 hablaban una lengua indígena: el náhuatl.

## Actividades y costumbres
El municipio de Aquixtla tiene como principales actividades económicas lo agropecuario, el comercio y la industria; actualmente se ha activado mucho el cultivo dentro de invernaderos, principalmente de jitomate, dicha producción es muy importante en este lugar ya que se ha incrementado de tal manera que anualmente estos invernaderos llamados naves producen al año 10 mil toneladas de producto lo cual los pone como los principales proveedores de grandes e importantes empresas, esta actividad ha hecho que muchos de los habitantes cambien sus antiguas actividades como la alfarería de barro rojo, la siembra de maíz, fijol y otro tipo de semillas o la cría de animales; este tipo de actividades ha hecho que este municipio crezca y produzca mayor cantidad de empleos e ingresos para estas personas. Este municipio cuenta con grandes apoyos del gobierno para realizar planta de árboles frutales, construcción de presas, la cría de animales, como los pollos de engorda o carpas.
El día 2 de enero de cada año los pobladores de este lugar realizan una gran fiesta dedicada a "Nuestro Padre Jesús" a la cual asisten muchas personas de diversas partes de nuestro País, haciendo que esta festividad se haga cada vez más grande y concurrido.

## Administración municipal
El municipio de Aquixtla es gobernado por un ayuntamiento libre, cuyos miembros son elegidos por sufragio universal de los mayores de edad para períodos de tres años. El Ayuntamiento es encabezado por un presidente municipal, que comparte la administración municipal con el Cabildo, formado por 7 regidores que se eligen al mismo tiempo que el presidente municipal para un período de tres años y un síndico. Seis de los regidores son electos por mayoría de la votación y uno toma el cargo de acuerdo con el sistema de representación proporcional. Además, Aquixtla cuenta con una Junta Auxiliar, cuyos miembros son electos también cada tres años y son dependientes del gobierno municipal.